# Grandes Murailles
Le Grandes Murailles (pron. fr. AFI: [ɡʁɑ̃d myʁaj]) sono una cresta montuosa che separa l'alta Valpelline dall'alta Valtournenche in Valle d'Aosta. Si trovano ad ovest di Breuil-Cervinia. Il versante della Valpelline è ricoperto dal Ghiacciaio des Grandes Murailles.

## Classificazione
La SOIUSA vede le Grandes Murailles insieme alle Petites Murailles come un sottogruppo alpino con la seguente classificazione:
- Grande parte = Alpi Occidentali
- Grande settore = Alpi Nord-occidentali
- Sezione = Alpi Pennine
- Sottosezione = Alpi del Weisshorn e del Cervino
- Supergruppo = Catena Bouquetins-Cervino
- Gruppo = Gruppo Dent d'Hérens-Cervino
- Sottogruppo = Sottogruppo delle Grandes et Petites Murailles
- Codice = I/B-9.II-A.2.c

## Descrizione
La cresta montuosa, molto frastagliata, inizia dal Col des Grandes Murailles (3.831 m - Bivacco Perelli-Cippo). Proseguendo verso sud, si elevano la Punta Margherita (3.905 m) e la Punta dei Cors (3.849 m). Dopo la modesta depressione del Col des Cors (3.740 m - Bivacco Ratti), svettano arditamente la Punta Ester (3.790 m), la Punta Lioy (3.820 m), i Jumeaux ed infine la Becca di Guin (3.805 m). Al Col Budden (3.572 m - Bivacco Paoluccio) le Grandes Murailles terminano e la continuazione dello spartiacque verso la Punta Budden, la Tour du Créton e il Mont Blanc du Créton prende il nome di Petites Murailles.

## Vette

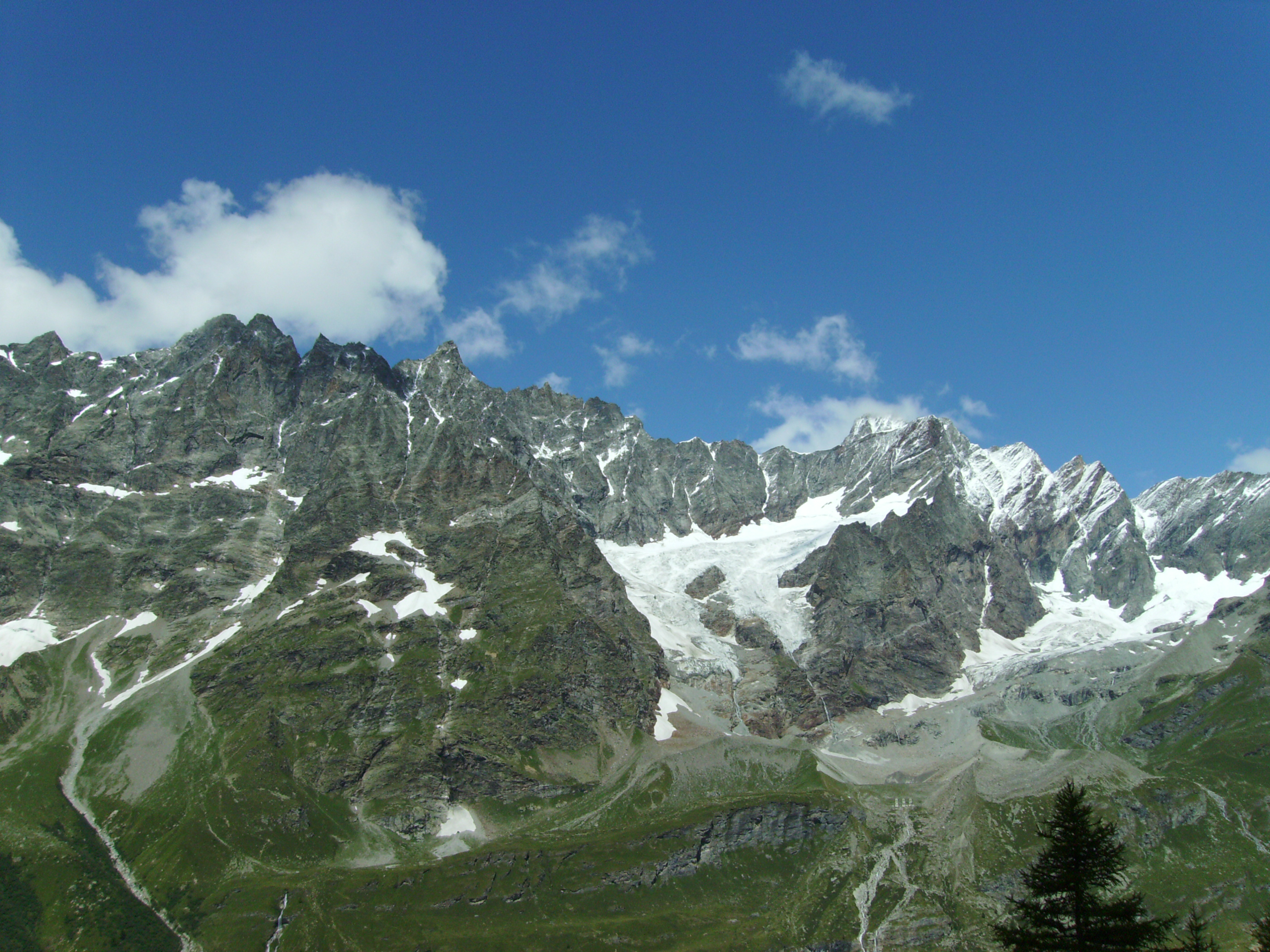
Le Grandes Murailles dal versante della Valtournenche. La prima cima a sinistra è la Becca di Guin, seguono i Jumeaux, la Punta Lioy, la Punta Ester, la Punta dei Cors e la Punta Margherita. A destra (non facenti parte della catena) sono visibili la Dent d'Hérens, la P.ta Bianca, la P.ta Carrel, la P.ta Maquignaz e la P.ta M. Cristina

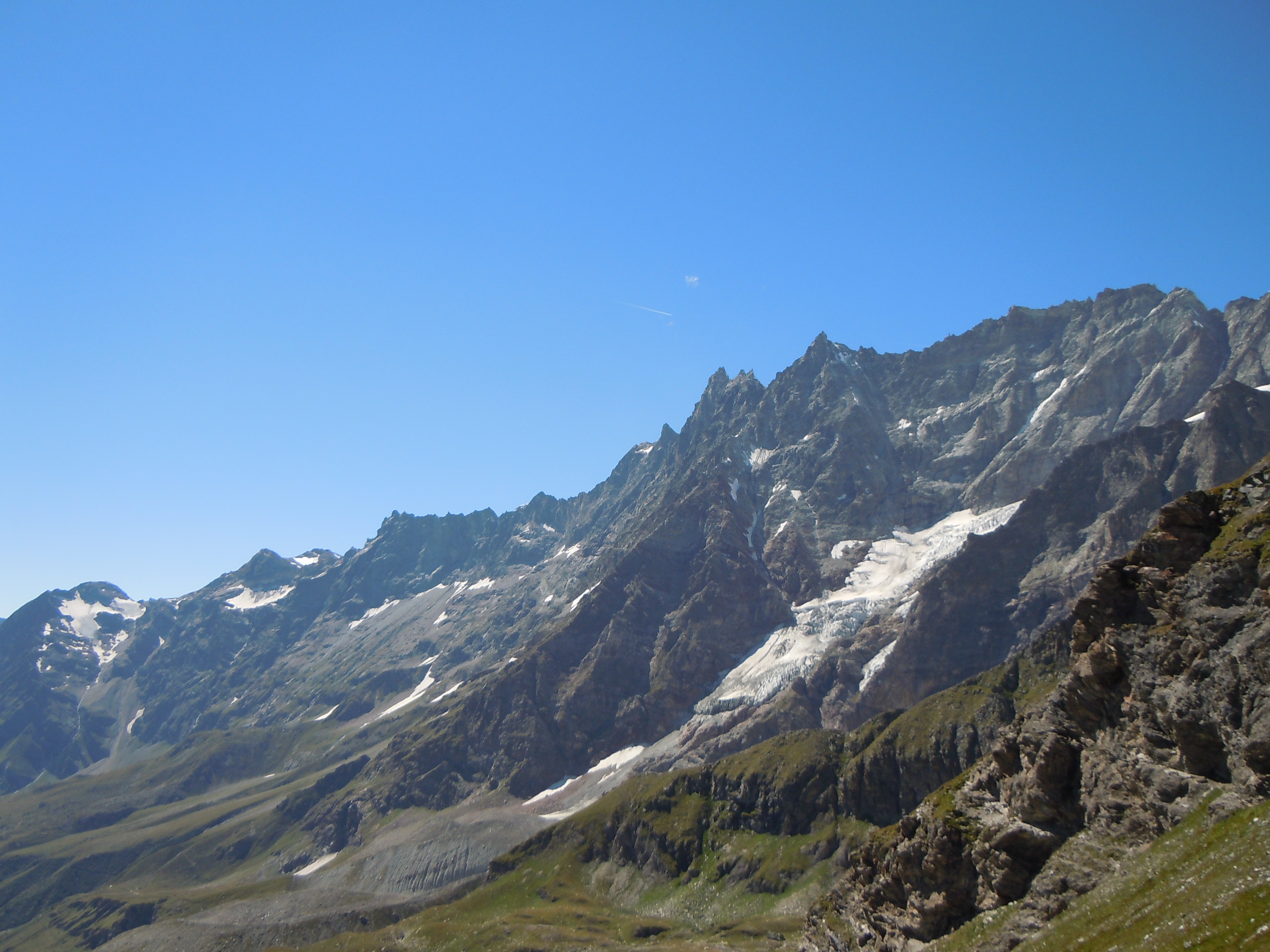
Le Grandes Murailles e le Petites Murailles riprese dall'Oriondé. È visibile anche il Mount Rous.

- Punta Margherita
- Punta dei Cors
- Punta Ester
- Punta Lioy
- Jumeaux
- Becca di Guin

## Rifugi e bivacchi
Per favorire l'ascesa alle vette intorno alle Grandes Murailles si trovano diversi rifugi e bivacchi:
- Bivacco Perelli-Cippo - 3.831 m
- Bivacco Achille Ratti - 3.740 m
- Bivacco Paoluccio - 3.572 m
- Bivacco Camillotto Pellissier - 3.325 m
- Bivacco Tête des Roéses - 3.200 m
- Bivacco Umberto Balestreri - 3.142 m
- Rifugio Giovanni Bobba - 2.771 m